# Terruqueo

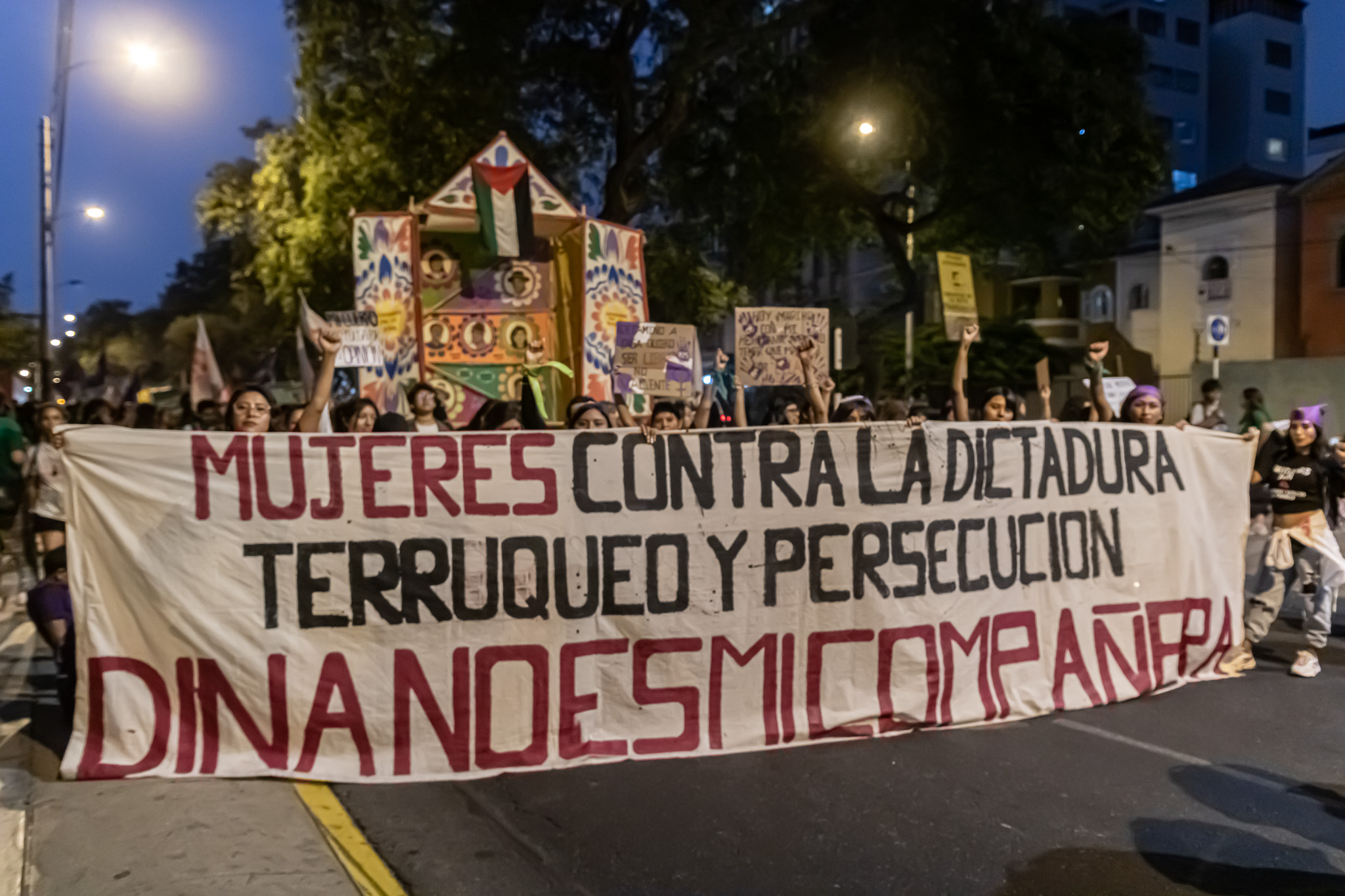
Pancarta durante la marcha por el 8M de 2024 en Lima.

El terruqueo es una práctica política y social utilizada mayoritariamente por sectores conservadores y de la derecha peruana en general que consiste en acusar a algún adversario, que tiene propuestas de izquierda o es disidente del establishment y el statu quo neoliberal, de tener comportamientos o ideas denominadas «terroristas», de realizar apología del terrorismo o de ser partidario o militante de los grupos armados Sendero Luminoso o el MRTA, con el fin de desprestigiar al oponente o que su discurso se vea invalidado. El término se complementa con la palabra «caviar», de uso local por parte de los grupos de derecha en Perú.
Es considerada una estrategia política a través de la cual se utiliza el miedo al terrorismo para obtener beneficios políticos, con el fin de anular cualquier espacio de debate o pluralidad política dentro de un Estado democrático. Asimismo, también es empleada por algunos medios de comunicación de Lima para criminalizar la protesta social en el país. Su magnitud es tal que varios especialistas de la ONU condenaron su uso y declararon públicamente que era una táctica de intimidación empleada por el gobierno peruano.
El término se ha expandido a otros lugares, como en España, donde la práctica es habitual, y en los que se revive el accionar de grupos como Euskadi Ta Askatasuna, una organización terrorista, nacionalista vasca y separatista. Un ejemplo ocurre con el Foro de Madrid, una alianza política entre varios partidos políticos y organizaciones de derecha radical en Latinoamérica y España, cuyos detractores acusaron a los miembros de la primera de «[promover] el odio, la discriminación y el terruqueo a nivel internacional» en una sesión de conferencias que tuvo lugar en Lima en 2023. En Colombia también existe este fenómeno, en el contexto del conflicto armado interno que se vive en ese país desde la década de 1960. A pesar de que no se usa el término «terruqueo», los grupos de derecha tildan de «guerrillero» a todo partidario de izquierda o a cualquier persona que se opusiera de alguna forma a la clase social y política dominante  con el fin de descalificar la crítica social.

## Origen del término
El origen de la palabra viene de terruco, un neologismo peruano que se empezó a utilizar en la década de 1980 por miembros de las fuerzas policiales y fuerzas armadas que combatían a Partido Comunista del Perú - Sendero Luminoso y el Movimiento Revolucionario Túpac Amaru (MRTA), ambos grupos terroristas de extrema izquierda, durante el conflicto armado interno. Según el historiador, Flores Galindo, el neologismo sería un reemplazo del término «senderista». Posiblemente el sufijo -uco (derivado del quechua -uqu) fue añadido por un proceso de quechuización de la palabra terrorista, práctica lingüística común entre los quechuahablantes, convirtiéndose así en un coloquialismo. El diminutivo «terruquito» se empleó a modo de arenga en la película La boca del lobo.
Semánticamente, en el Perú se asocian por sinonimia, de forma despectiva, los términos «terruco» e «izquierdista».

### Variantes
Una variante surgida en 2021 a raíz de la campaña electoral fue «perruqueo», término que combina las palabras perro y terruqueo, en relación con la arbitrariedad de la práctica del terruqueo debido a un caso de discriminación por parte de un hospedaje canino que vetó sus instalaciones a mascotas de «familias comunistas». Esto se dio por los vídeos y relatos compartidos en 2018 mediante redes sociales provenientes de la Venezuela de Nicolás Maduro en donde se muestra que producto de la escasez algunos pobladores deciden consumir carne de perro y otros animales considerados animales de compañía y no de consumo humano.

## Usos

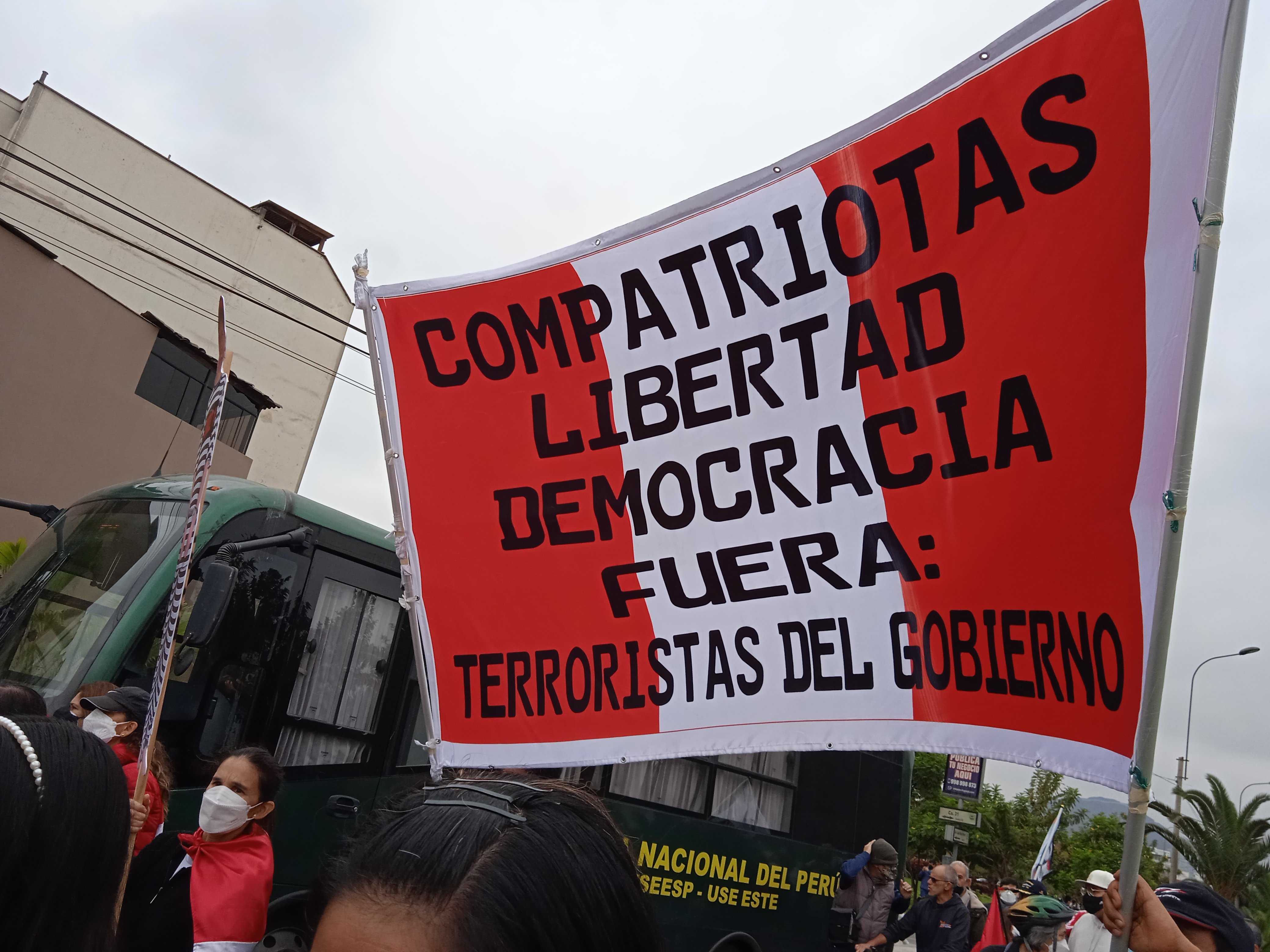
Cartel durante unas protestas contra el gobierno de Pedro Castillo el 28 de julio de 2022, al que grupos conservadores le acusan de albergar terroristas dentro de las instituciones gubernamentales.

El término «terruco» se ha asociado de forma generalizada y discriminatoria a la población andina, particularmente a los nacidos en el departamento de Ayacucho, región donde  Sendero Luminoso inició su insurgencia contra el Estado peruano. La Universidad de Chile consideró que El Comercio fue el primero en asociar a un manifestante de izquierda con el «Club Terrorista» en una caricatura de 1981.
Durante el gobierno de Alberto Fujimori, se ordenó la detención de 5000 personas que, sin justificación, fueron señaladas como presuntas «terroristas». Familiares de 200 personas que fueron encarceladas arbitrariamente realizaron manifestaciones con el apoyo de la Coordinadora Nacional de Derechos Humanos.
Dentro del contexto social peruano, la expresión es utilizada como ataque deslegitimador de movimientos o, en menor parte, políticos progresistas (véase «caviar»), así como críticos con el modelo económico neoliberal implantado durante el gobierno de Alberto Fujimori, que en ese periodo se recurría al temor y se vinculó al terrorismo a sus opositores. Primero fue usado con este sentido por simpatizantes del fujimorismo desde el fin del gobierno de Fujimori en el 2000, como dicotomía entre ese grupos y los simpatizantes autoidentificados de «patriotas». Uno de sus primeros usos fue cuando el expresidente culpó al entonces mandatario Alejandro Toledo y su gabinete por ser «cómplices del [resurgimiento del] terrorismo», pero después fue adoptado por el diario chicha El Tío y el resto de la derecha política en general. Esta estrategia cobró importancia en la Marcha de los Cuatro Suyos.
Este tipo de ataque continuó utilizándose con el paso de los años, como ocurrió al presidente Alan García.
Entre los grupos que han sufrido del terruqueo están algunos estudiantes de universidades públicas peruanas, particularmente el alumnado de la Universidad Nacional de Educación Enrique Guzmán y Valle (conocida como «La Cantuta»), de la Universidad Nacional Mayor de San Marcos (por algunos contados casos de activismo estudiantil de izquierda) y de la Universidad Nacional de San Cristóbal de Huamanga (por ser donde se originó Sendero Luminoso). Esta práctica ha sido también utilizada contra los participantes de las luchas sociales de comunidades campesinas por el medioambiente (minería, agua) y en distintos paros y huelgas de obreros.
El investigador Fernando Velásquez Villaba, en relación con Fujimori y las acciones que realizó, presenta en análisis a continuación:

Se presentó la figura del terrorista como la personificación del mal [...].

La rigidez de la legislación antiterrorista de Fujimori coloca al terrorista como el enemigo más peligroso para la sociedad y para el Estado. [...] 

En otras palabras, un terrorista, sin importar por cuanto tiempo cumpla su sentencia, nunca dejará de ser un terrorista. El enemigo será siempre el enemigo y, por consiguiente, si un terrorista sigue vivo, la época del terrorismo, al menos en [las] memorias [de] algunas [personas], [permanece como] un miedo latente y, por tanto, [podría volver a] repetirse. De esta forma, el terruqueo [se convierte] en un instrumento legal de persecución, además de [volverse] un discurso social que sirve para complementar una doctrina jurídica que enfatiza la identificación de "delincuentes" en vez de prestar la atención a los "delitos". En otras palabras, se vuelve más importante saber quién fue el perpetrador que descubrir si un delito fue perpetrado en primer lugar

Velásquez Villaba, Fernando (2022) A totalidade neoliberal-fujimorista: Estigmatização e colonialidade no Peru contemporâneo.

### Caso Melissa Patiño
Durante el segundo gobierno de Alan García, un caso similar involucró a Melissa Patiño, poetisa detenida en Tumbes tras asistir a una reunión de la Coordinadora Continental Bolivariana. La reunión se desarrolló de manera pública con cobertura de los medios de comunicación. La Policía Nacional alegó que Patiño era «integrante del MRTA» con la supuesta intención de atentar la vigésima edición de la APEC, lo que motivó su arresto y privación de libertad. Sin embargo, a lo largo del proceso judicial, no se pudieron presentar pruebas que sustentaran las acusaciones formuladas.
El acontecimiento suscitó protestas de artistas culturales en la Dirección contra el Terrorismo, mientras que la oposición acusó al Ministro del Interior, Luis Alva Castro, de promocionar la detención de supuestos «terroristas». Tres meses después, Patiño fue liberada bajo fianza, quedando sujeta a una multa y a la prohibición de abandonar el país.

### Caso José Domingo Pérez
En 2018, el fiscal José Domingo Pérez generó controversia al referirse a la lucha del Estado contra los grupos terroristas como una «guerra civil». Sus declaraciones, formuladas en el marco de un evento público desde México, motivaron que congresistas como Jorge del Castillo y Carlos Tubino presentaran una denuncia ante la Comisión de Defensa del Congreso por supuesta apología al terrorismo. El incidente generó un fuerte rechazo entre parlamentarios fujimoristas, quienes, a través de Marco Miyashiro, lo acusaron de «[hablar] como un defensor de los terroristas».
Ante esta situación, el Ministerio Público inició las investigaciones correspondientes para que Pérez explicara el contexto y los argumentos que respaldaban sus afirmaciones. El caso fue reabierto un año después, con el fiscal reiterando su posición y aclarando que sus palabras no buscaban menospreciar la memoria del conflicto interno ni a las víctimas del terrorismo.

### En campañas políticas
El uso como arma política también ha sido utilizado para desacreditar la disidencia política dentro de las propias filas conservadoras. En las elecciones municipales de 2011, Lourdes Flores acusó a su rival Susana Villarán y su partido político por supuestamente tener nexos con Sendero Luminoso en una reunión convocada por la Peru Support Group en Reino Unido, caso que la organización y el partido negaron tal conexión. En 2018, Kenji Fujimori, hijo del presidente Alberto Fujimori, acusó al partido fujimorista Fuerza Popular, dirigido por Keiko Fujimori, su hermana y heredera política de su padre, de terruquear a quien piense diferente dentro del movimiento.
En 2019, el partido Solidaridad Nacional realizó esta práctica en un vídeo institucional. En ese vídeo, el partido comparó a los políticos, como Verónika Mendoza y Martín Vizcarra, con integrantes de Sendero Luminoso y MRTA. El entonces secretario, Rafael López Aliaga, justificó y defendió la intención de ese vídeo. A pesar de ello, el Jurado Nacional de Elecciones ordenó eliminar el vídeo y el Jurado Electoral Especial de Lima hizo una multa. Marco Arana, uno de los atribuidos del vídeo, dijo que esta práctica intentó recuperar la relevancia del fujimorismo en el Congreso a través de sus satélites, considerados como «vientres de alquiler».
También se utilizó contra los asistentes a las masivas protestas de noviembre de 2020 contra el gobierno de Manuel Merino, o se popularizó durante la campaña presidencial de las elecciones de 2021 contra la candidata Verónika Mendoza, a quien sus contrincantes vinculados a la derecha y sus seguidores le denominaron «Terrónika» o contra la candidatura del centrista Partido Morado, catalogado como «Moradef», en alusión al Movadef, rama civil de Sendero Luminoso. Asimismo, el candidato ultraconservador Rafael López Aliaga llamó «filo terruco» al presidente Francisco Sagasti, y posteriormente continuó calificando a otras figuras como Susana Villarán como integrantes de un grupo de «terroristas caviar».
El terruqueo fue ampliamente utilizado durante la segunda vuelta de esas elecciones contra el candidato Pedro Castillo, a quien continuamente se le acusó de estar vinculado al Movadef, que habría contado con la participación extraoficial de la Dirección contra el Terrorismo según el portal El Foco. Además, se difundió ampliamente el hashtag #CastilloTerrorista en las redes sociales. En este periodo, también fueron señalados diversos periodistas como Rosa María Palacios, Augusto Álvarez Rodrich, Marco Sifuentes, Claudia Cisneros, César Hildebrandt, Juliana Oxenford y Raúl Tola. La propia Keiko Fujimori señaló a sus opositores que «aquí los únicos que se terruquean son ustedes mismos cuando salen informes periodísticos claramente donde hay más de 240 miembros del Movadef y que son integrantes de Perú Libre participando activamente en su partido».
Mendoza, entonces candidata presidencial para los comicios de 2021, asignó el término como una «estrategia de miedo de los que no quieren que las cosas cambien», cuya vínculo más importante para ella es al generar temor hacia el candidato Castillo, quien posteriormente ganó la segunda vuelta.
En 2022, tras el fallido autogolpe del presidente Castillo, sucedieron masivas manifestaciones en diversos departamentos del país. Los sectores conservadores y la policía nacional vincularon a los manifestantes más violentos con Sendero Luminoso, Movadef y el MRTA. Por su parte, políticos de izquierda, como Anahí Durand y Sigrid Bazán, denunciaron estas declaraciones de terruqueo.

### En la criminalización de la protesta social

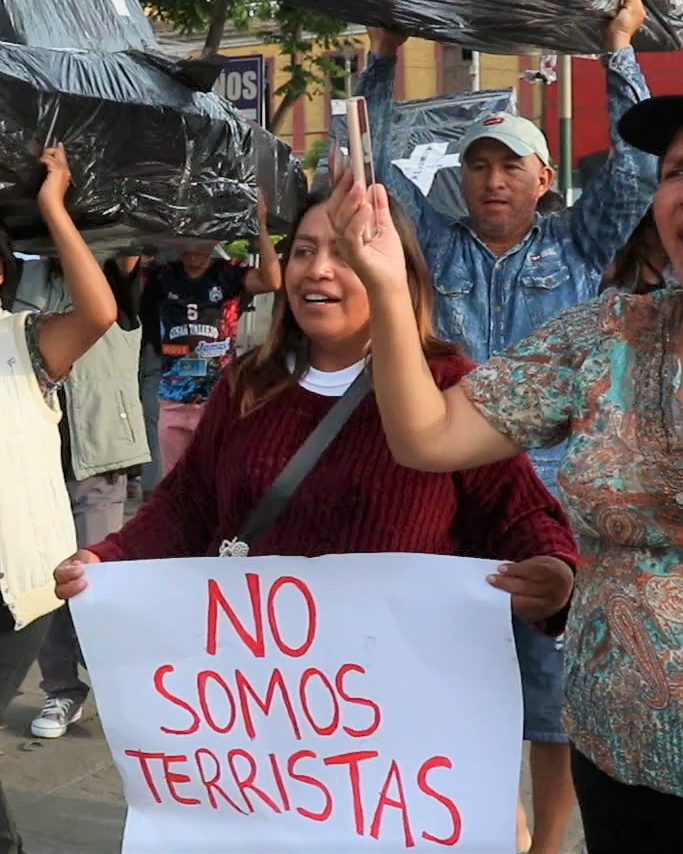
Mujer portando un cartel con el mensaje «No somos terr[or]istas» durante las protestas de diciembre de 2022

El terruqueo se ha definido como una práctica utilizada para estigmatizar y criminalizar la protesta social en el país con el fin de debilitarla, reprimirla o desorganizarla. Uno de los casos de criminalización ocurrió en 2008 con la convocada por el SUTEP, en televisión abierta se emitió un vídeo con las declaraciones de Vladimiro Montesinos, lo cual señaló que un grupo de manifestantes supuestamente no realizaba protestas durante el gobierno de Alberto Fujimori. El congresista Aurelio Pastor justificó la salida del anuncio para «defender la democracia».
En 2015, el gerente de Relaciones Institucionales de Southern Perú Copper Corporation, Julio Morriberón, acusó a los opositores del proyecto Tía María de ser terroristas antimineros. Años después, en 2018, un ejecutivo de Southern Perú dijo en una sesión minera sobre el proyecto que el distrito de Dean Valdivia, donde la población se opuso al proyecto, es «genéticamente terrorista» por ser esta la «cuna de Abimael Guzmán». La empresa tuvo que pedir disculpas después, señalando que las declaraciones del ejecutivo «no representan el pensamiento y la actuación de nuestra empresa».
A finales de 2020, las protestas de los trabajadores agrícolas en Ica se extendieron rápidamente a otros valles costeros derivaron en un paro agrario buscando mejores condiciones salariales y denunciando el maltrato ejercido por las empresas agroexportadoras. También se exigió la derogación de la Ley de promoción agraria (ley n.° 27360 o Ley Chlimper), que estableció beneficios tributarios a las empresas y la remuneración diaria de los trabajadores agrarios en US$ 11; dicha ley fue promulgada en 2020 durante el fujimorismo y extendida en diciembre de 2019 hasta el 2031 a partir del Decreto de Urgencia 043-2019.  Las élites agroexportadoras reaccionaron acusando a los trabajadores de actividades terroristas, «en su intento por deslegitimar y estigmatizar las protestas actuales, es descalificarlas al tratarlas como una extensión política, histórica y social del conflicto armado interno (1980-2000)». El empresario agroexportador Benjamín Cillóniz calificó las protestas como «lo más parecido que vivimos al terrorismo», el medio neoliberal Infobae publicó que «los protestantes que entran encapuchados a las empresas, los amenazan y les quieren cobrar cupos para dejarlos trabajar» y Carlos Tubino, vocero de la agrupación fujimorista Fuerza Popular, tildó de terroristas y subversivos a las personas que participaban del paro agrario. Tres jóvenes fallecieron a partir de disparos de la policía durante las protestas.
En 2023, con las protestas que marcaron la convulsión social, Infobae registró nuevas criminalizaciones a la protesta, que incluye represión policial. Según Sudaca, la Dirección contra el Terrorismo se encargó de intervenir a colectivos relacionados con supuestas ideas terroristas. Una de las congresistas, Martha Moyano, planteó un proyecto de ley en ese año (05653/2023-CR) para confundir las investigaciones por represión policial y así a los fallecidos no recibir «un trato igualitario con las víctimas de la violencia terrorista ocurrida entre los años 1980 y 2000».
La presidenta de ese entonces, Dina Boluarte, acusó a los manifestantes de estar involucrados con supuestos grupos terroristas, en una retórica similar a la de Fujimori, a pesar de que manifestó que no existía un resurgimiento de tales grupos en el país. Además, el asumido primer ministro Alberto Otárola llamó de «terroristas» a los familiares de las víctimas que emprendieron medidas judiciales ante la Corte Interamericana de Derechos Humanos.
Fuera de la convulsión social, Boluarte extendió el calificativo de «terrorista» a la inseguridad ciudadana, coincidiendo con sus intenciones de promulgar una ley que establece el «terrorismo urbano». Su nuevo primer ministro, Gustavo Adrianzén, desacreditó las protestas contra la inseguridad y acusó a la Plataforma por la Democracia, un colectivo de organizaciones civiles como la Asociación Pro Derechos Humanos, el Instituto de Defensa Legal y el Partido Morado, de promover la «politización» de las mismas.

## Desacreditación de acusaciones de terrorismo
En ciertos contextos, se ha observado una estrategia donde las acusaciones legítimas de terrorismo contra individuos o grupos son desacreditadas mediante la etiqueta de "terruqueo". Esta táctica busca cuestionar la validez de las acusaciones de terrorismo al sugerir que quienes las hacen buscan manipular la percepción pública o utilizar tácticas de intimidación similares a las del terrorismo.
Antero Flores-Araoz, antiguo miembro del Partido Popular Cristiano, considera que ante acusaciones legítimas de "terroristas" a individuos involucrados en delincuencia o acciones de terror, existen individuos en desacuerdo que consideran la utilización de dichos términos como "lesivos para los que los reciben", llegando incluso a ser común en funcionarios internacionales. Además, añade que "es absolutamente legítimo que los ciudadanos llamen “terroristas” a quienes perpetran las acciones que generan graves temores en la población".